# Remoska

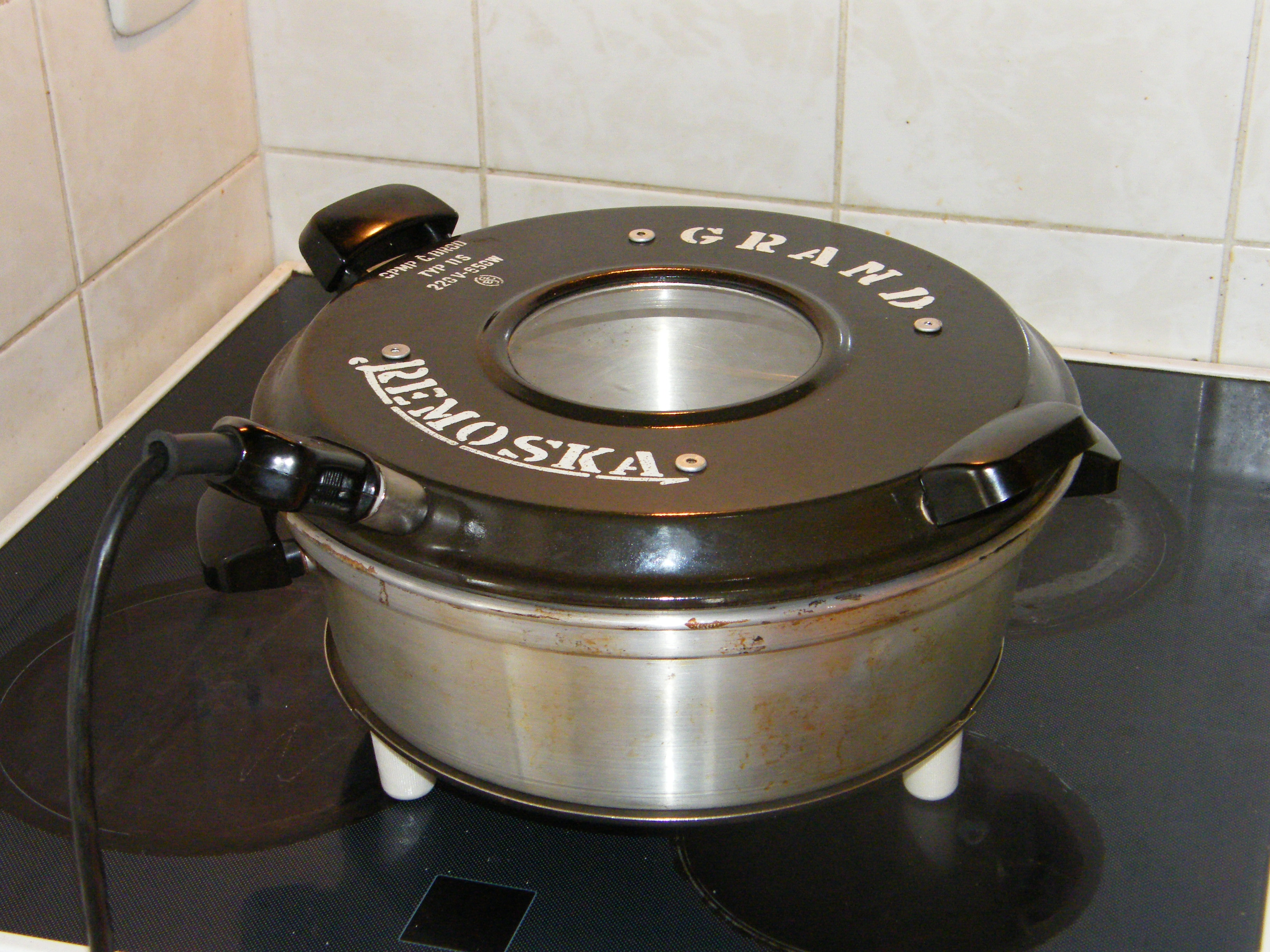
Remoska

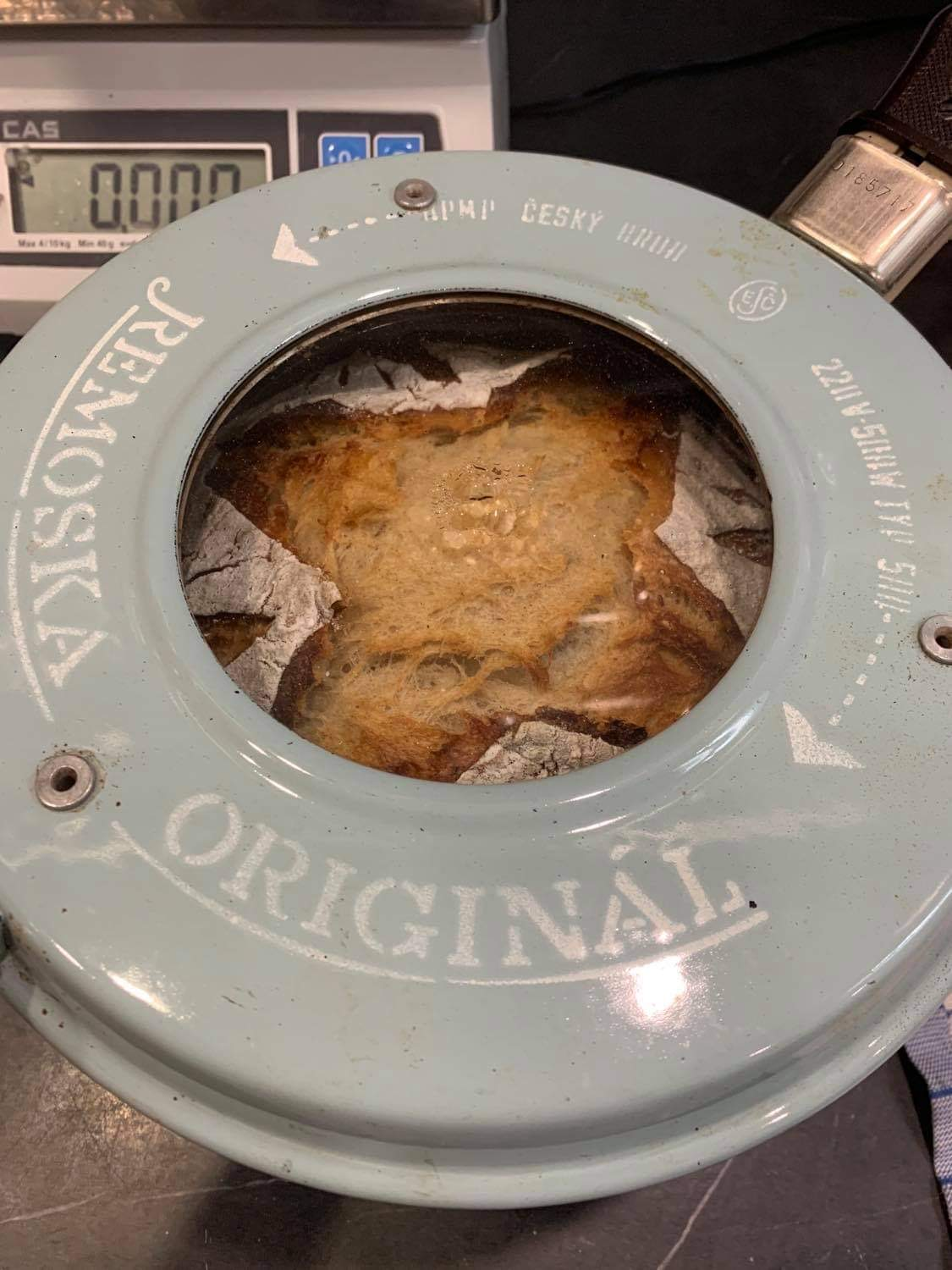
Pečení chleba v remosce

Remoska je malá elektrická přenosná trouba s ohřevem shora. Její hlavní částí je víko se zabudovaným elektrickým topným odporovým drátem, se zaskleným kruhovým okénkem a otvory pro únik páry. Toto víko je dodáváno s mísami různé hloubky – ve třech velikostech. Teplo z víka sálá shora, je rozváděno stejnoměrně po stěnách mísy, proto nedochází k připalování odspodu. Teplota uvnitř mísy je závislá na množství a druhu připravovaného jídla, pohybuje se mezi 160 a 180 °C a nelze ji regulovat či naprogramovat. Výrobek dále obsahuje stojan a odnímatelný přívodní kabel.

## Historie
Remosku vytvořil počátkem padesátých let 20. století Oldřich Homuta, inspirován byl elektrickým hrncem. Homuta se svými spolupracovníky remosku (první prototypy vznikly v letech 1953–1955) dále vylepšoval, a tak první remoska ještě nesla označení HUT (dle iniciál Oldřicha Homuta, Jindřicha Uhera a Antonína Tyburce). Malá Homutova dílna byla znárodněna a připojena k podniku místního hospodářství REMOS (= revize, elektro, montáže, opravy, servis). (Podnik REMOS vyráběl například i držáky přístrojových pojistek).
První remosky se začaly sériově vyrábět ve Zdicích, protože zdejší podnik se specializoval na pečicí trouby (jeho výrobky nesly značku ESČ již od roku 1926). V roce 1957 byla výroba přenesena do Ondřejova v rámci OKP (okresní kovopodnik) Brandýs nad Labem a posléze do nového závodu v Kostelci nad Černými lesy. Výrobu nakonec převzala firma Karma v Českém Brodě, kde byla výroba zastavena. Do roku 1991 bylo vyrobeno 2,7 milionu kusů remosek všech velikostí.
Ochrannou známku legendární remosky zakoupila dvojice podnikatelů Jiří Blažek a Vladimír Uličník, kteří roku 1994 přenesli výrobu do Frenštátu pod Radhoštěm. V roce 1999 byla zakoupena licence DuPont na postřik hliníku teflonovou vrstvou. Cena znovuzrozené remosky činila v roce 2021 cca 2300 Kč bez DPH pro menší, dvoulitrové provedení (v šedesátých letech 20. století stálo menší provedení 180 Kčs a větší, čtyřlitrové, 210 Kčs).[zdroj?]

## Export
Od roku 2003 se výrobek začal vyvážet do Velké Británie a poté postupně i do dalších zemí. Přes 50 % výroby se exportuje. Hlavní zásluhu na exportu remosky do zahraničí má marketingová propagace Lady Mileny Grenfell-Baines (roz. Fleischmannová, *1929, Praha). „Paní Remoska“ žije od r. 1939 v Británii, kam odjela dětským transportem, který vypravil z Prahy sir Nicolas Winton. Do roku 1937 žila v Proseči a její otec Rudolf Fleischmann patřil k iniciátorům na udělení domovského práva pro získání československého státního občanství německému spisovateli Thomasi Mannovi.